# Лунка Ратеш (Јаши)
Лунка Ратеш (рум. Lunca Rateș) насеље је у Румунији у округу Јаши у општини Скантеја. Oпштина се налази на надморској висини од 165 m.

## Становништво
Према подацима из 2002. године у насељу је живело 383 становника, од којих су сви румунске националности.